# Jan Korbička
Jan Korbička (Csehszlovákia, Brno, 1952. május 4.) cseh zongorista, a Synkopy 61 rockegyüttes tagja.

## Pályafutása
Zenei pályafutása 1967-ben a The Madmen együttes alapításával kezdődött, ahol gitározott, később dobolt. 1971-ben elhagyta a zenekart, azonban annak 1997-es újraalapításakor ismét tagja lett. 2006-tól egyúttal a Synkopy 61 zenekar billentyűse is.

## Külső hivatkozások
- A Synkopy 61 együttes weboldala

## Fordítás
Ez a szócikk részben vagy egészben a Jan Korbička című cseh Wikipédia-szócikk fordításán alapul.  Az eredeti cikk szerkesztőit annak laptörténete sorolja fel. Ez a jelzés csupán a megfogalmazás eredetét és a szerzői jogokat jelzi, nem szolgál a cikkben szereplő információk forrásmegjelöléseként.